# Sjkulnjak
Sjkulnjak är en sjö i Arjeplogs kommun i Lappland och ingår i Skellefteälvens huvudavrinningsområde. Sjön har en area på 0,624 kvadratkilometer och ligger 645,4 meter över havet. Sjön avvattnas av vattendraget Riebnesströmmen.

## Delavrinningsområde
Sjkulnjak ingår i det delavrinningsområde (739799-154693) som SMHI kallar för Utloppet av Sjkulnjak. Medelhöjden är 790 meter över havet och ytan är 8,05 kvadratkilometer. Räknas de 9 avrinningsområdena uppströms in blir den ackumulerade arean 167,18 kvadratkilometer. Riebnesströmmen som avvattnar avrinningsområdet har biflödesordning 2, vilket innebär att vattnet flödar genom totalt 2 vattendrag innan det når havet efter 355 kilometer. Avrinningsområdet består mestadels av skog (31 procent) och kalfjäll (60 procent). Avrinningsområdet har 0,75 kvadratkilometer vattenytor vilket ger det en sjöprocent på 9,2 procent.